# 태안 경이정
태안 경이정(泰安 憬夷亭)은 대한민국 충청남도 태안군에 있는, 조선시대 관청건물의 일부이다. 1986년 11월 19일 충청남도의 유형문화재 제123호로 지정되었다.

## 개요
관청건물의 일부로 휴식기능과 집회의 기능을 갖는 건물이다. 행정청의 입구에 해당하며 조선 정종(재위 1398∼1400) 때에 지어진 것으로 추정된다. 한 때 태안 지역의 안전과 태평을 위해 재우제(宰牛祭)를 행했으나, 순종 1년(1907)에 없어지고 일제시대인 1925년 7월부터 1927년 6월까지 야학당으로 사용하였다. 그 후에는 경로당으로 사용하다가 1987∼88년에 전면 보수하여 복원하였다.
앞면 3칸·옆면 3칸의 크기에 지붕은 옆면이 여덟 팔(八)자와 비슷한 모양의 팔작지붕이다. 안쪽은 천장 속을 가리고 있는 우물 정(井)자 모양의 우물천장이다.
‘경이’라는 말은 멀리 항해하는 사신의 평안함을 빈다는 뜻인데, 중국의 사신이 안흥항을 통하여 육지에 들어올 때 휴식을 취하는 장소로 이용되었다고 한다. 또 이곳 해안을 지키는 방어사가 군사에 관한 명령을 내릴 때도 이곳을 사용하였다 한다.

## 현지 안내문
경이정은 조선시대 태안현 관청 건물의 일부로 행정청의 입구에 해당한다. 건립시기는 1399년~1400년(정종 원년~2년) 사이에 지은 것으로 추정되며, 그 후 여러 차례 고쳐지었다. 경이라는 말은 멀리 항해하는 사신의 평안함을 빈다는 뜻으로 중국의 사신이 안흥항을 통하여 육지에 들어올 때 휴식을 취하는 장소로 이용되었다고 한다. 또 이곳 해안을 지키는 방어사가 군사에 관한 명령을 내릴 때도 이곳을 사용하였다고 한다. 조선후기에는 정월 보름날에 주민들의 안녕과 평안을 비는 재우제를 지냈으며, 오늘날에는 이 곳에서 중앙대제를 지낸다. 1925년~1927년간에는 야학당으로 사용되었다. 1987년 ~1988년에 전면적으로 보수하여 복원하였다.

## 참고 자료
- 경이정 - 국가유산청 국가유산포털